# Without Me
"Without Me" er en sang af den amerikanske rapper Eminem. Den blev udgivet som første single fra hans fjerde album, The Eminem Show, i 2002 og genudgivet på hans greatest hits-album Curtain Call: The Hits i 2005. "Without Me" er et af Eminems mest succesfulde singler og opnåede en andenplads i USA og førstepladser i mange lande verden over.

## Indhold
Sangen blev Eminems tilbagevenden til musikscenen efter det vellykkede album The Marshall Mathers LP. Sangen var tænkt som en opfølger til "The Real Slim Shady" og siger essentielt, at han er tilbage for at redde verden. Der henvises også til Eminems rolle i musikindustrien og hans indvirkning på kulturen.
Sangen parodierer en række af Eminems kritikere, heriblandt Dick Cheney og hans kone Lynne Cheney, det amerikanske tv-nævn (FCC), musikkanalen MTV, Chris Kirkpatrick, Limp Bizkit og Moby. I sangen sammenlignes Eminem med Elvis Presley som en hvid mand, der slog igennem kommercielt, i en overvejende afro-amerikansk kunstform. I en linje i sangen angriber han også sin egen mor for retssagen hun førte mod ham for teksterne i hans debutsingle "My Name Is".
De første ord i sangen, "Two trailer park girls go round the outside...", er baseret på singlen "Buffalo Gals" af Malcolm McLaren, mens introduktionen – "Obie Trice, real name, no gimmicks" – er samplet fra Obie Trice-sangen "Rap Name".
"Without Me" var Eminem mest succesfulde single på dette tidspunkt. Sangen nåede nummer et på hitlister i forskellige lande, herunder Storbritannien, Australien og New Zealand. Den nåede også andenpladsen på USA's Billboard Hot 100. "Lose Yourself", "Crack a Bottle", "Not Afraid" og "Love the Way You Lie" er de eneste af hans sange, der nogensinde er nået højere end "Without Me" på Hot 100, da de alle nåede førstepladsen.

## Musikvideo
Musikvideoen til sangen har en række temaer bygget op omkring sangens tekst. Blandt andet ses Eminem og Dr. Dre som parodier på tegneseriefigurer, heriblandt Batman, Robin og Blade. De forsøger at redde et barn, der har købt en kopi af The Eminem Show – en kopi, der har en mærkat til at advare forældre om, at indholdet kan være skadeligt for børn. Eminem og hans følge skynder sig til undsætning, inden barnet sætter cd'en i afspilleren. De formår at få cd'en fra ham og viser ham derefter, at der findes "eksplicit lyrik" på cd'en. Pornostjernen Jenna Jameson og fitnessmodellen Kiana Tom vises i seng med Eminem i starten af videoen.
Videoen fik MTV Video Music Awards for "Årets video", "Bedste mandlige video", "Bedste rap-video" og "Bedste instruktion". Den vandt også "Best Short Form Music Video" til Grammy Awards 2003.
Klip af videoen til "Without Me" kan ses i en række andre musikvideoer, herunder 50 Cent's "In da Club" og Tony Yayo's "I Know You Don't Love Me".

## Hitlister og slag
| Hitliste (2002)                                  | Højeste placering |
| ------------------------------------------------ | ----------------- |
| Australien (ARIA)                                | 1                 |
| Østrig (Ö3 Austria Top 40)                       | 1                 |
| Belgien (Ultratop 50 Flanderen)                  | 2                 |
| Belgien (Ultratop 50 Vallonien)                  | 1                 |
| Canada (Canadian Hot 100)                        | 4                 |
| Danmark (Track Top-40)                           | 1                 |
| Holland (Dutch Top 40)                           | 1                 |
| Europa (European Hot 100 Singles)                | 1                 |
| Finland (Suomen virallinen lista)                | 2                 |
| Frankrig (SNEP)                                  | 3                 |
| Tyskland (Official German Charts)                | 1                 |
| Ungarn (Rádiós Top 40)                           | 6                 |
| Irland (IRMA)                                    | 1                 |
| Italien (FIMI)                                   | 2                 |
| New Zealand (RIANZ)                              | 1                 |
| Norge (VG-lista)                                 | 1                 |
| Rumænien (Singlehitlisten)                       | 1                 |
| Sverige (Sverigetopplistan)                      | 1                 |
| Schweiz (Schweizer Hitparade)                    | 1                 |
| Storbritannien Singles (Official Charts Company) | 1                 |
| USA Billboard Hot 100                            | 2                 |
| USA Hot R&B/Hip-Hop Songs (Billboard)            | 13                |
| US Rhythmic Top 40 (Billboard)                   | 1                 |
| USA Mainstream Top 40 (Billboard)                | 1                 |
| US Pop songs (Billboard)                         | 1                 |
| USA Mainstream Top 40 (Billboard)                | 1                 |
| USA Hot Rap Songs (Billboard)                    | 5                 |

| Årsliste (2002)     | Placering |
| ------------------- | --------- |
| Australien          | 1         |
| Østrig              | 3         |
| Belgien (Flandern)  | 7         |
| Belgien (Vallonien) | 8         |
| Holland             | 18        |
| Frankrig            | 15        |
| Irland              | 7         |
| New Zealand         | 4         |
| Schweiz             | 3         |
| Storbritannien      | 10        |

| (2000–2009) | Placering |
| ----------- | --------- |
| Tyskland    | 10        |

| Land           | Certifikation | Dato                | Certificeret salg |
| -------------- | ------------- | ------------------- | ----------------- |
| Australien     | 3x Platin     | 2002                | 210.000           |
| Østrig         | Platin        | 30. december, 2002  | 30.000            |
| Belgien        | Platin        | 13. juli, 2002      | 40.000            |
| Frankrig       | Guld          | 5. februar, 2003    | 250.000           |
| Tyskland       | Guld          | 2003                | 250.000           |
| New Zealand    | 4x Platin     | 22. september, 2002 | 60.000            |
| Norge          | 2x Platin     | 2002                | 20.000            |
| Sverige        | Platin        | 7. oktober, 2003    | 20.000            |
| Schweiz        | Platin        | 2002                | 40.000            |
| Storbritannien | Guld          | 21. juni, 2002      | 400.000           |
| USA            | Guld          | 19. maj, 2005       | 500.000           |

### Chart successions
| Efterfulgte: "If Tomorrow Never Comes" by Ronan Keating                                                                     | Norske VG-Lista nummer et 1. maj, 2002 - 15. juni, 2002 (3 uger)                                                   | Efterfulgtes af: "A Little Less Conversation" by Elvis vs JXL                                                                           |
| Efterfulgte: "Here Come The Good Times" by Ireland World Cup Squad                                                          | Irske IRMA nummer 25. maj, 2002 - 8. juni, 2002 (3 uger)                                                           | Efterfulgtes af: "A Little Less Conversation" by Elvis vs JXL                                                                           |
| Efterfulgte: "Just a Little" by Liberty X                                                                                   | UK Singles Chart nummer et 26. maj, 2002 - 1. juni, 2002                                                           | Efterfulgtes af: "Light My Fire" by Will Young                                                                                          |
| Efterfulgte: "Supernatural" by Supernatural                                                                                 | Svenske nummer et 30. maj, 2002 (1 uge)                                                                            | Efterfulgtes af: "Vi ska till vm!" by Magnus Uggla                                                                                      |
| Efterfulgte: "If Tomorrow Never Comes" by Ronan Keating                                                                     | Danske Tracklisten nummer et 31. maj, 2002 - 14. juni, 2002 (3 uger)                                               | Efterfulgtes af: "A Little Less Conversation" by Elvis vs JXL                                                                           |
| Efterfulgte: "65 Roses" by Wolverines                                                                                       | New Zealand RIANZ 2. juni, 2002 - 14. juli, 2002 (7 uger)                                                          | Efterfulgtes af: "A Little Less Conversation" by Elvis vs JXL                                                                           |
| Efterfulgte: "Underneath Your Clothes" by Shakira "Kiss Kiss" by Holly Valance "A Little Less Conversation" by Elvis vs JXL | ARIA nummer et 2. juni, 2002 - 9. juni, 2002 (2 uger) June 23, 2002 (1 uge) July 21, 2002 - July 28, 2002 (2 uger) | Efterfulgtes af: "Kiss Kiss" by Holly Valance "A Little Less Conversation" by Elvis vs JXL "A Little Less Conversation" by Elvis vs JXL |
| Efterfulgte: "Whenever Wherever" by Shakira "A Little Less Conversation" by Elvis vs JXL                                    | Schweiz nummer et 2. juni, 2002 - 4. august, 2002 (10 uger) August 18, 2002 (1 uger)                               | Efterfulgtes af: "A Little Less Conversation" by Elvis vs JXL "The Ketchup Song (Aserejé) by Las Ketchup                                |
| Efterfulgte: "Something About Us" by No Angels "Underneath Your Clothes" by Shakira                                         | Østrigske nummer et 9. juni, 2002 - 7. juli, 2002 (5 uger) August 11, 2002 - August 25, 2002 (3 uger)              | Efterfulgtes af: "Was is' mit du?" by Professor Kaiser "Herbert Grönemeyer by Mensch                                                    |
| Efterfulgte: "Perdono" by Tiziano Ferro                                                                                     | Tyskland nummer et 14. juni, 2002 - 9. august, 2002 (9 uger)                                                       | Efterfulgtes af: "Mensch" by Herbert Grönemeyer                                                                                         |
| Efterfulgte: "Dansplaat" by Brainpower                                                                                      | Hollandske nummer et 15. juni, 2002 - 22. juni, 2002 (2 uger)                                                      | Efterfulgtes af: "Underneath Your Clothes" by Shakira                                                                                   |
| Efterfulgte: "L'Agitateur" by Jean-Pascal Lacoste                                                                           | Belgien (Vallonien) nummer et 15. juni, 2002 - 29. juni, 2002 (3 uger)                                             | Efterfulgtes af: "Un enfant de toi" by Phil Barney and Marlène Duval                                                                    |